# Austrocarabodes erectus
Austrocarabodes erectus är en kvalsterart som beskrevs av Sandór Mahunka 1984. Austrocarabodes erectus ingår i släktet Austrocarabodes och familjen Carabodidae. Inga underarter finns listade.